# Mattias Johansson
Mattias Johansson, né le 16 février 1992 à Jönköping en Suède, est un footballeur international suédois évoluant au poste d'arrière droit. Il joue pour le Niki Volos FC.

## Biographie

### En club
Né à Jönköping en Suède, Mattias Johansson est formé par le Kalmar FF où il commence sa carrière professionnelle.
Mattias Johansson participe à la Ligue Europa avec les clubs du Kalmar FF, de l'AZ Alkmaar et du Panathinaïkos.
Le 22 juin 2021, Johansson s'engage avec le Legia Varsovie pour un contrat de deux ans.

### En équipe nationale
Il joue 18 matchs avec les espoirs suédois.
Il reçoit sa première sélection en équipe de Suède le 28 mai 2014, en amical contre le Danemark (défaite 1-0).
Johansson inscrit son premier but en sélection le 8 octobre 2020, lors d'un match amical face à la Russie. Il entre en jeu et donne la victoire à son équipe (1-2 score final).

## Palmarès
Avec l'AZ Alkmaar
- Vainqueur de la Coupe des Pays-Bas en 2013

## Statistiques
Le tableau ci-dessous récapitule les statistiques de Mattias Johansson lors de sa carrière en club :
| Saison                | Club                  | Championnat           | Championnat | Championnat | Coupe(s) nationale(s) | Coupe(s) nationale(s) | Compétition(s) continentale(s) | Compétition(s) continentale(s) | Compétition(s) continentale(s) | Total | Total |
| Saison                | Club                  | Division              | M.          | B.          | M.                    | B.                    | Comp.                          | M.                             | B.                             | M.    | B.    |
| 2009                  | Kalmar FF             | 1                     | 4           | 0           | -                     | -                     | -                              | -                              | -                              | 4     | 0     |
| 2010                  | Kalmar FF             | 1                     | 13          | 0           | 2                     | 0                     | C3                             | 6                              | 1                              | 21    | 1     |
| 2011                  | Kalmar FF             | 1                     | 24          | 1           | 3                     | 0                     | -                              | -                              | -                              | 27    | 1     |
| 2011-2012             | AZ Alkmaar            | 1                     | 4           | 0           | -                     | -                     | -                              | -                              | -                              | 4     | 0     |
| 2012-2013             | AZ Alkmaar            | 1                     | 12          | 0           | 5                     | 0                     | -                              | -                              | -                              | 17    | 0     |
| 2013-2014             | AZ Alkmaar            | 1                     | 31          | 4           | 4                     | 0                     | C3                             | 11                             | 0                              | 46    | 4     |
| 2014-2015             | AZ Alkmaar            | 1                     | 31          | 1           | 3                     | 0                     | -                              | -                              | -                              | 34    | 1     |
| 2015-2016             | AZ Alkmaar            | 1                     | 26          | 1           | 3                     | 0                     | C3                             | 10                             | 0                              | 39    | 1     |
| 2016-2017             | AZ Alkmaar            | 1                     | 20          | 0           | 1                     | 0                     | C3                             | 8                              | 0                              | 29    | 0     |
| Total sur la carrière | Total sur la carrière | Total sur la carrière | 165         | 7           | 21                    | 0                     | -                              | 35                             | 1                              | 221   | 8     |